# Kiyonori Kikutake
Kiyonori Kikutake (菊竹 清訓), Kikutake Kiyonori; 1er avril 1928 à Kurume, 26 décembre 2011, est un architecte japonais, plus particulièrement connu comme représentant du mouvement métaboliste. Il est également le tuteur et l'employeur de plusieurs importants architectes japonais tels que Toyō Itō et Itsuko Hasegawa.

## Biographie
Kiyonori Kikutake étudie à l'Université Waseda dont il est diplômé en 1950. Il dirige son propre cabinet depuis 1953.
En 1959, Kikutake fonde en compagnie de Kisho Kurokawa, Fumihiko Maki, Sachio Otaka et Noboin Kawazoe le groupe des métabolistes qui poursuivent l'idée de transposer à l'urbanisme et à l'architecture le cycle vital de la naissance et de la croissance. Son idée Marine City Project présentée en 1958 sert de point de départ à beaucoup de discussions relatives à la planification urbaine des méga-villes, en particulier l'utopie urbaine appelée Ocean City. Kikutake soutient l'idée que de nouvelles et meilleures villes peuvent être construites sur la mer ce qui implique que les villes doivent être fixées sur des piliers de béton dans la mer. Dans son modèle de ville-tour - qu'il associe plus tard avec le projet Marine City au projet Unabara - des immeubles de grande hauteur se tiennent sur des roues plates-formes similaires. Les plates-formes semblent disposées de façon aléatoire, ont des tailles différentes et sont reliées par de petits réseaux.

« Le but de la « ville marine » n'est pas d'agrandir le terrain ni de s'échapper de la terre ferme. [...] La confusion actuelle des villes sur terre ne doit pas être reportée sur la « ville marine ». »

— Kiyonori Kikutake
À l'occasion de l'Expo ’75 (en), Kiyonori Kikutake fait construire l'ile artificielle d'Aquapolis.
Kikutake a été professeur à l'Université Waseda à Tokyo et professeur invité dans les universités de Beijing, Sofia, Hawaii, Vienne, Virginie et Aix la Chapelle. Il est par ailleurs professeur à l'Académie internationale d'architecture (IAA) à Sofia. Il est membre honoraire de plusieurs organismes, tels que l'American Institute of Architects (AIA) ou les académies d'architectes françaises et bulgares.

## Projets (sélection)
- 1958 : Sky House à Tokyo

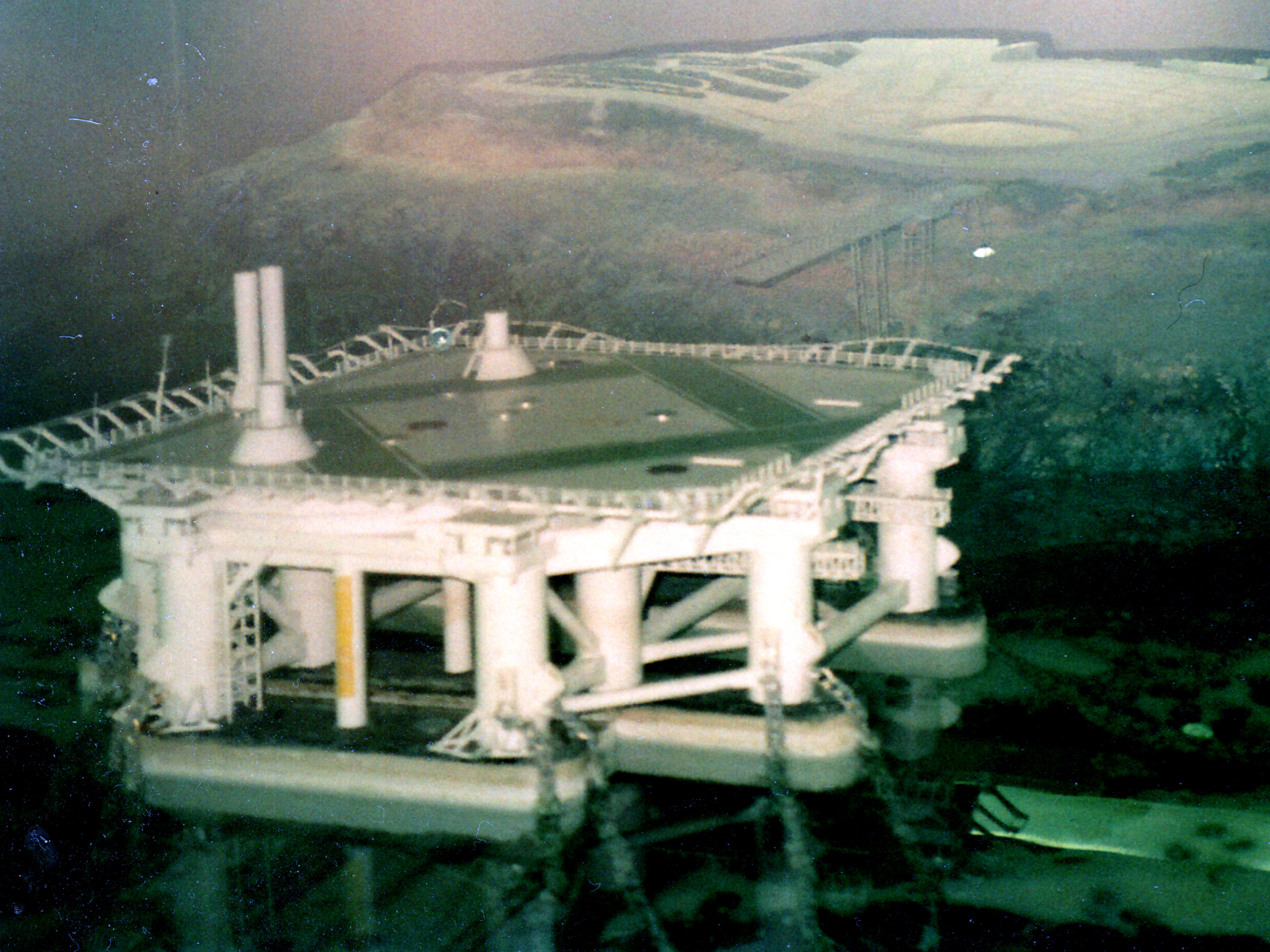
Maquette d'Aquapolis, 1975

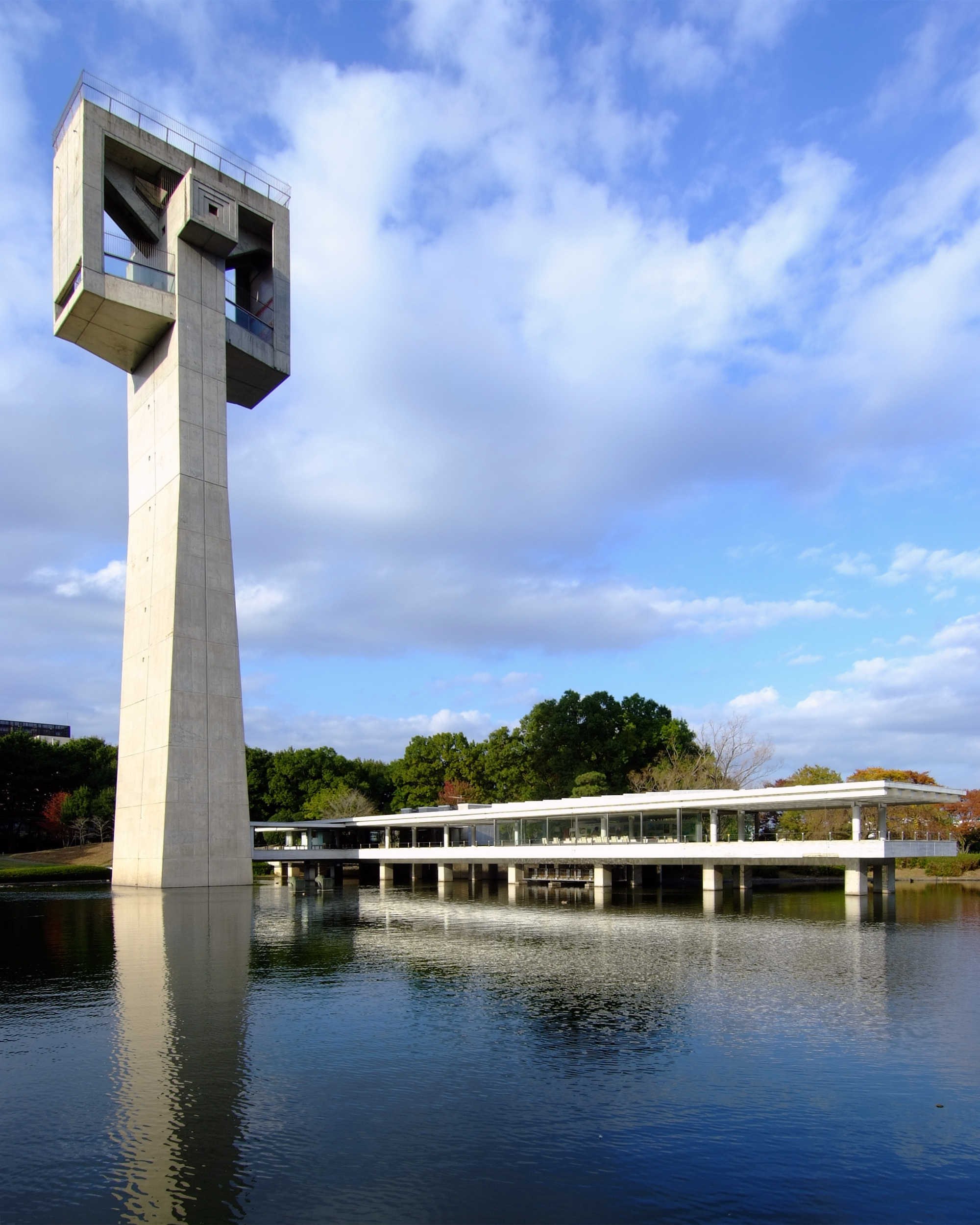
Tour Matumi, 1976

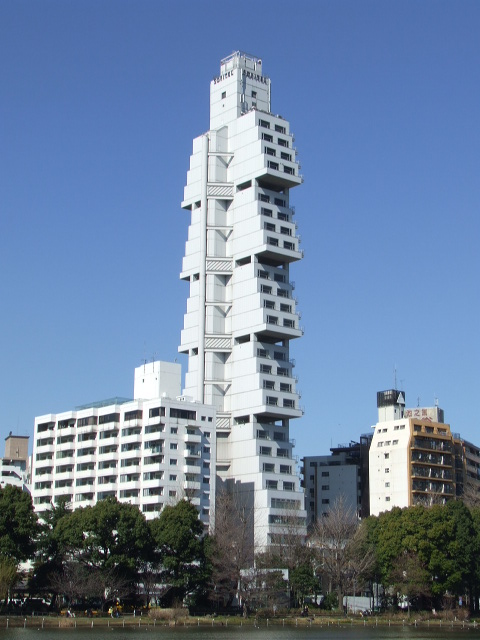
Hôtel Sofitel in Tokyo, 1994

- 1958 : Marine City (baie de Sagami)
- 1960 : Marine City/Unabara (Sagami-Bucht)
- 1963 : Bâtiment de l'administration pour l'Izumo-taisha à Shimane
- 1963 Shallow Sea Type Community Project (dans la baie de Tokyo)
- 1968 : Ocean City
- 1969 : Habitations à bon marché au Pérou
- 1971 : Exposition marine flottante (devant les îles Sand, Hawaï, É.U)
- 1975 : Aquapolis, système d'exposition flottant pour l'Expo '75 océan international à Okinawa
- Depuis 1977 : Ville linéaire (par exemple entre Osaka et Kitakyushu)
- 1979 : Musée d'art Tanabe
- 1982 : Mémorial pour la paix en Malaisie et dans les îles Marshall
- 1987 : Hôtel Seiyo Ginza (de) à Tokyo
- 1988 : Hôtel de ville de Fukuoka
- 1993 : Musée d'Edo-Tokyo à Tokyo
- 1994 : Hôtel Sofitel à Tokyo Ueno (106m - Démoli en Mai 2008)
- 1997 : Kitaya Inari-jinja à Shibuya, Tokyo
- 1998 : Dôme multimédia à Kitakyushu à Fukuoka
- 1999 : Musée d'art de Shimane, préfecture de Shimane
- 1999 : Musée mémorial national Shōwa
- 2004 : Musée national de Kyūshū à Fukuoka
- 2005 : World Expo '05 à Aichi

## Prix et distinctions (sélection)
- 1964 : AIA Pan-Pacific Architecture Citation
- 1964 : Prix des arts du ministère de l'éducation
- 1970 : Prix de l'Académie japonaise d'architecture
- 1978 : Prix Auguste Perret de l'Union internationale des architectes (UIA)
- 1979 : 21e prix d'art Mainichi (décerné par le Mainichi Shimbun, 1979)
- 1990 : 31e prix de la société des constructeurs
- 2000 : Grand prix des beaux paysages de la préfecture de Shimane

## Source de la traduction
- (de) Cet article est partiellement ou en totalité issu de l’article de Wikipédia en allemand intitulé « Kiyonori Kikutake » (voir la liste des auteurs).